# Schlaubetal
Schlaubetal település Németországban, azon belül Brandenburgban. Lakosainak száma 1841 fő (2023. december 31.).

## Népesség
A település népességének változása:
| Lakosok száma | 1848 | 1840 | 1832 | 1826 | 1841 |
|               | 2017 | 2019 | 2021 | 2022 | 2023 |